# سر الزوج
سر الزوج وهو رواية للكاتبة ليان موريارتي التي نشرت لأول مرة في 30 يوليو عام 2013. تحكي الرواية قصة ثلاث نساء، حيث ترتبط حياتهم على حين غرة بعد ان تكتشف احداهن سراً مدمراً.

## ملخص الرواية
تدور أحداث الرواية في مدينة سيدني في أستراليا، تحكي قصة سيسيليا فيتزباتريك هي زوجة لديها ثلاثة أطفال تعيش حياة زوجية سعيدة ومثالية على ما يبدو. في الوقت نفسه، تيس أوليري امراة عاملة تعود إلى سيدني مع ابنها بعد اعتراف زوجها، ويل، بأنه يحب ابنة عمها واقرب صديقة لها، فيليسي. ابن تيس وأطفال سيسيليا يدرسون في نفس المدرسة حيث كان صديق تيس السابق كونور ويتبي معلم تربية بدنية. ريشيل كرولي سكرتيرة المدرسة كانت تشتبه بأن كونور هو الرجل المسؤول عن جريمة مقتل ابنتها التي لم تحل بعد حيث ما زالت تطاردها بعد مرور ما يقارب ثلاثة عقود.
وفي يوما ما، وبينما كان زوج سيسيليا خارجا، تجد رسالة منه لا تفتح الا بعد وفاته. ولكنها تقوم بفتح الرسالة، لتكتشف سر مدمر يحمل عواقب وخيمة على حياتها وحياة النساء الاخريات.

## تقييم الرواية
1] أعطت ليه غرينبلات من مجلة إنترتينمنت ويكلي الامريكية الرواية "A−" كتقييم ووصفتها بأنها"رواية واضحة وعميقة". [2] كذلك لخصت مجلة بابليشرز ويكلي الاسبوعية "انها رواية مشوقة للغاية وتحتاج للتفكير والاستيعاب، فأن رويات موريارتري تضع القارء في تحديات وكذلك شخوص الرواية ولكن بأفضل طريقة ممكنة. "
أعطت صحيفة USA Today باتي رولي الرواية ثلاثة نجوم ونصف من أربعة، مشيرة إلى أن موريارتي "تتجنب اتجاهًا غير موفق في الخيال النسائي لجعل الرجال أشرارًا أو أذكياءً. الرجال في رواية سر الزوج فهم واقعيون تمامًا وذو فكر وعطف، يحملون الاخلاص والخيانة كحال النساء اللواتي احببنهن".  في كتابة الصحيفة الغارديان ، اختارت المؤلفة صوفي هانا الرواية كواحدة من "أفضل 10 من المرجحين"، مضيفًا أنها "إنها لغزية متواصلة تمامًا مع حل جميل و فصل نهائي مُعقّب للغاية".
دخلت الرواية كل من صحيفة نيويورك تايمز  ويو إس إيه توداي  قائمة أكثر الكتب مبيعا.

## التكيف
في سبتمبر 2013، حصلت شركة سي بي إس أفلام على حقوق الرواية.  تم الإعلان عن أن الفيلم الذي نجمه بليك ليفلي في مايو 2017. 
وفي فبراير 2022، تم الإعلان عن كات كويرو كمخرجة الفيلم، وتوزيع شركة سوني بيكترز. 

## الإشارات
1. ↑  Rhule، Patty (27 يوليو 2013). "'The Husband's Secret': You won't want to keep this to yourself". USA Today.
2. ↑  Hannah، Sophie (24 ديسمبر 2013). "Sophie Hannah's top 10 pageturners". The Guardian.
3. ↑  Ng، Philiana (4 سبتمبر 2013). "CBS Films to Adapt 'The Husband's Secret' for Big Screen". The Hollywood Reporter.
4. ↑  Rhule، Patty (27 يوليو 2013). "'The Husband's Secret': You won't want to keep this to yourself". USA Today.Rhule, Patty (27 July 2013). "'The Husband's Secret': You won't want to keep this to yourself". USA Today.
5. ↑  Ng، Philiana (4 سبتمبر 2013). "CBS Films to Adapt 'The Husband's Secret' for Big Screen". The Hollywood Reporter.Ng, Philiana (4 September 2013). "CBS Films to Adapt 'The Husband's Secret' for Big Screen". The Hollywood Reporter.
6. ↑  Kroll، Justin (25 مايو 2017). "Blake Lively to Star in Thriller 'The Husband's Secret' From 'Big Little Lies' Author". Variety. مؤرشف من الأصل في 2024-01-30. اطلع عليه بتاريخ 2018-08-27.
7. ↑  "After Extraction, Netflix Has Another Thriller in the Works with Blake Lively". 6 مايو 2020.
8. ↑  Kroll, Justin (14 Feb 2022). "'Marry Me' Director Kat Coiro To Helm Sony's Adaptation Of Liane Moriarty's 'Husband's Secret'". Deadline (بالإنجليزية الأمريكية). Retrieved 2022-04-01.

## الروابط الخارجية
- Lianemoriarty.com.au: سر الزوج
- The Husband's SecretفيIMDb